# Rhinocypha moultoni
Rhinocypha moultoni – gatunek ważki z rodziny Chlorocyphidae.